# 中共川陝省委黨校舊址
中共川陝省委黨校舊址位於四川省巴中市通江縣，文物遺址年代判定為1933年。2007年6月1日公佈為四川省第七批文物保護單位。